# Torre de la Cebada
La Torre de la Cebada es una construcción situada en el municipio español de Los Guájares, provincia de Granada, prácticamente en el vértice de los límites municipales de Los Guájares, El Pinar y Vélez de Benaudalla. El edificio se halla a más de 800 m s.n.m., en una zona estratégica desde la cual se divisa perfectamente el mar de Alborán, que fue utilizada como punto de observación durante la época de dominio musulmán. Es una construcción bastante moderna, de principios del siglo XX, que aprovecha los restos de una antigua torre de vigilancia erigida en el siglo XVI.

## Descripción y características
La Torre de la Cebada destaca del entorno por estar pintado en color almagre, por lo que se puede contemplar desde la lejanía. El edificio es de planta cuadrada y se compone de dos cuerpos. El cuerpo principal de la construcción es una nave de 11 metros de lado y 6,5 metros de altura, dividida por un arco a nivel del suelo, y provista de una terraza con almenas. En la esquina sureste, se encuentra adosada una torre de 4,8 metros de lado y 9,5 metros de altura. Los muros exteriores presentan al exterior un color rojizo y son de mampostería, ataluzados y de aproximadamente un metro de espesor. Frente a la fachada norte, aún se conservan los restos de un gran aljibe de planta rectangular.

## Historia
A los pocos años de la toma de Granada, el Conde de Tendilla Don Diego Hurtado de Mendoza ordenó levantar la torre en la Venta de la Cebada, zona estratégica entre Pinos del Valle y Guájar Faragüit, desde donde se divisa perfectamente el mar. En 1526, se ordenó que se colocaran cien ballesteros que asegurasen el camino de la villa a Granada por la Cuesta de la Cebada.
La Torre de la Cebada era un lugar estratégico, desde el que se podía ver venir cualquier ataque por la costa. Mantuvo durante mucho tiempo, tanto un alcaide como un retén de guardia cuyo salario era de cinco reales por guardia.
Durante la segunda rebelión de los moriscos, la Torre de la Cebada fue tomada por los moriscos. El Conde de Tendilla “envió luego dos capitanes con trecientos arcabuceros”, para hacerles frente, según cuenta en sus crónicas Luis Mármol de Carvajal.
El nueve de mayo de 1607 los atentos vigías de la Torre de la Cebada avistaron la llegada de una flota enemiga compuesta por unos cuarenta o cincuenta navíos cerca de las costas de Motril. Al dar la señal de alarma, se puso en marcha la fortificación urgente de la villa de Motril. Se cerró el postigo del Toro y se tapió el área alrededor del Hospital, además se erigieron tres almenaras para reforzar las medidas de defensa.
En el año 1776, en su diccionario, Tomas López efectuó una descripción detallada del camino de Motril. En esta obra, asignó números a cada tramo de la ruta y describió el sendero como:

Camino Real muy pasajero, que atraviesa todo el Valle, desde la venta del Padul, y tras pasar por Restábal llega al lugar de Pinos, después pasa por el barranco de Zazas hasta donde hay una Venta llamada de la Cebada, desde donde desciende una larga cuesta, para cruzar el río sin puente, asciende una cuestecilla muy corta alcanzando la villa de Vélez de Benaudalla, o por otro nombre Velecillos, y desde allí a Motril.

A mediados del siglo XIX, se trazó la nueva carretera hacia la Costa Granadina por Béznar, y esta vía cayó en desuso, manteniéndose sólo para comunicaciones locales y agrícolas.
El entorno de la Torre y la Venta de la Cebada quedó calcinado tras el incendio forestal de Los Guájares en septiembre de 2022.
Entre los moradores que tuvieron la oportunidad de disfrutar del entorno de la Venta de la Cebada, destaca el afamado actor Antonio Velázquez.

## Protección
La Torre de la Cebada se encuentra bajo la protección de la Declaración genérica del Decreto de 22 de abril de 1949, y la Ley 16/1985 sobre el Patrimonio Histórico Español. En 1993 la Junta de Andalucía, le otorgó reconocimiento especial a los castillos de la comunidad autónoma.